# 西新井警察署
西新井警察署（にしあらいけいさつしょ）は、警視庁が管轄する警察署の一つ。第六方面本部所属。
足立区の西南部を管轄している。署員数およそ370名、管内には第六方面交通機動隊本部も存在する。また過去には、署庁舎内に警視庁刑事部第一機動捜査隊西新井分駐所が置かれていた。かつては大規模署で署長は警視正であったが、現在は中規模署扱いとなり理事官経験者のベテラン警視が署長に就いている。
識別章所属表示はSI。
同署は2009年10月、西新井駅前複合都市開発内（西新井栄町1-16-1）の新庁舎に移転。なお旧庁舎跡地には、千住より足立都税事務所が移転の予定。

## 所在地
- 東京都足立区西新井栄町一丁目16番1号
  - 最寄駅：東武鉄道東武スカイツリーライン・大師線西新井駅

## 施設
- 代用監獄（留置場）

## 管轄区域
足立区のうち、以下の町丁の全部を管轄。
- 梅島地域の一部
  - 梅田一・二・三・四・五・六・七・八丁目
  - 西新井栄町一・二・三丁目
  - 梅島一・二・三丁目
  - 島根一・二・三・四丁目
  - 栗原一・二・三・四丁目
- 西新井地域
  - 西新井一・二・三・四・五・六・七丁目
  - 西新井本町一・二・三・四・五丁目
  - 関原一・二・三丁目
  - 本木一・二丁目
  - 本木東町
  - 本木南町
  - 本木西町
  - 本木北町
  - 興野一・二丁目
  - 扇一・二・三丁目

- 江北地域
  - 小台一・二丁目
  - 宮城一・二丁目
  - 江北一・二・三・四・五・六・七丁目
  - 椿一・二丁目
  - 堀之内一・二丁目
  - 新田一・二・三丁目
  - 鹿浜一・二・三・四・五・六・七・八丁目
  - 加賀一・二丁目
  - 皿沼一・二・三丁目
  - 谷在家一・二・三丁目
- 渕江地域の一部
  - 六月一・二・三丁目

## 沿革

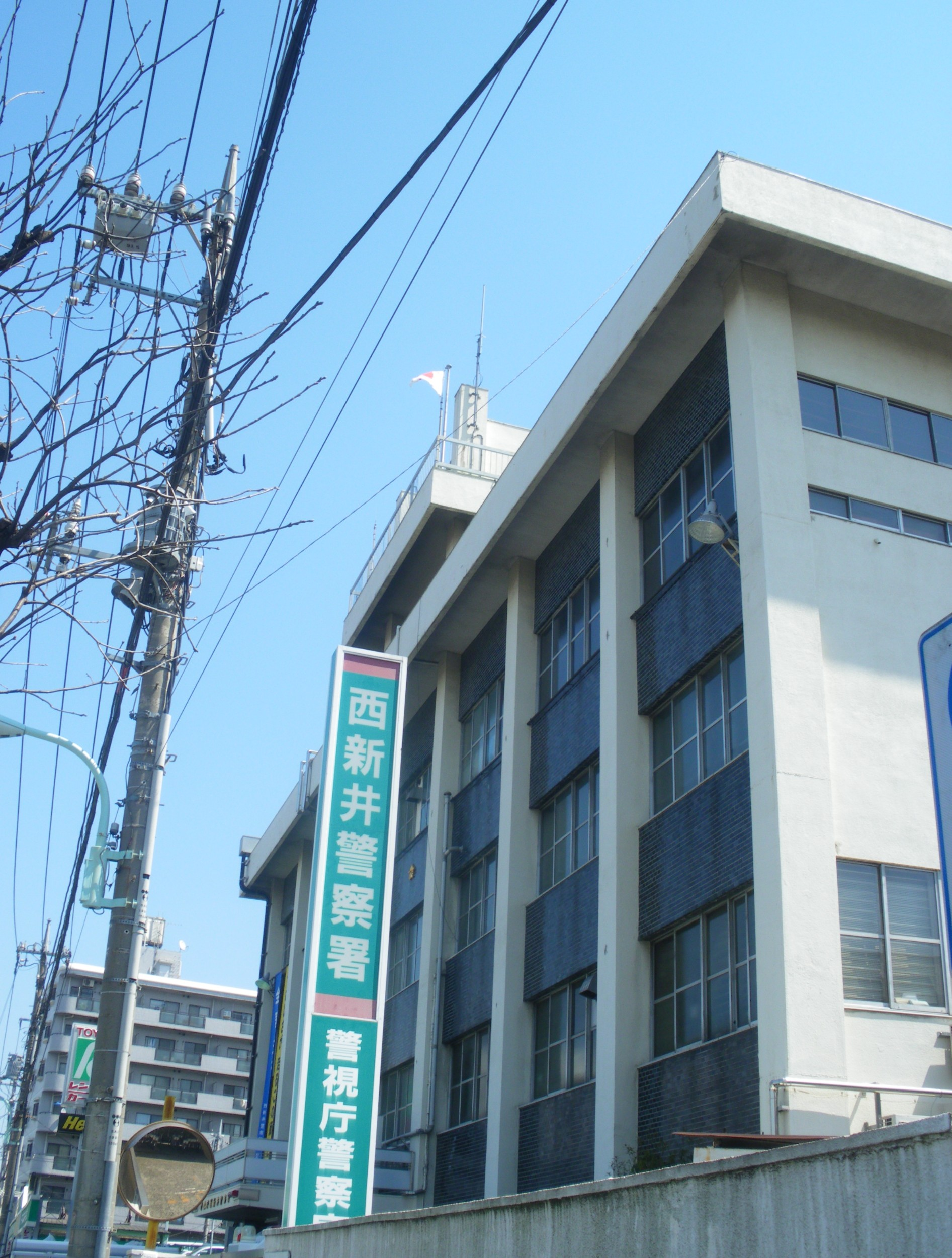
2009年9月までの旧庁舎

- 1936年（昭和11年）12月10日：西新井警察署開設。
- 1961年（昭和36年）4月1日：綾瀬警察署、本署より分離開設。
- 1998年（平成10年）8月1日：竹の塚警察署、本署および綾瀬警察署より分離開設。
- 2009年（平成21年）10月26日：現在地に移転し業務を始める。

## 組織
- 警務課
- 会計課
- 交通課
- 警備課
- 地域課
- 刑事組織犯罪対策課
- 生活安全課

## 交番
- 梅田七丁目交番（足立区梅田七丁目17番6号）
- 関原三丁目交番（足立区関原三丁目25番12号）
- 本木交番（足立区本木南町）
- 大師前交番（足立区西新井一丁目1番7号）
- 江北交番（足立区江北二丁目36番6号）
- 西新井駅前交番（足立区西新井栄町二丁目1番1号先）
- 宮城交番（足立区宮城二丁目6番5号）
- 西新井五丁目交番（足立区西新井五丁目42番15号）
- 鹿浜交番（足立区鹿浜二丁目1番1号）
- 皿沼交番（足立区鹿浜八丁目11番11号）
- 島根交番（足立区島根二丁目19番12号）
- 梅田一丁目交番（足立区梅田一丁目6番19号）
- 扇交番（足立区扇二丁目38番17号）

### 廃止された交番
- 関原二丁目交番（足立区関原二丁目）
- 梅島交番（足立区梅島二丁目）：2007年（平成19年）3月に梅田七丁目交番に統合され廃止。
- 栗原四丁目交番（足立区栗原四丁目2番11号）：2007年（平成19年）3月で江北交番と西新井駅前交番に統合され廃止。現在は栗原地域安全センターとなっている。

## 駐在所
- 新田駐在所（足立区新田三丁目28番1号）：2006年（平成18年）3月に新田交番から変更。

## 主な未解決事件
- 西新井本町一丁目マンション内女性強盗殺人事件[1]

## 主な不祥事
- 2010年万引誤認逮捕事件